# Ao no Orchestra
Ao no Orchestra (青のオーケストラ Ao no Ōkesutora?, lit. Orquesta Azul) es una serie de manga web japonés escrito e ilustrado por Makoto Akui. Se ha serializado en las plataformas en línea MangaONE y Ura Sunday de Shōgakukan desde el 25 de abril de 2017. Una adaptación televisiva de la serie de anime producida por Nippon Animation se emitió de abril a octubre de 2023. Se prevé que una segunda temporada se estrene en el cuarto trimestre de 2025.

## Sinopsis
Hajime Aono, un niño que solía ganar muchos premios en concursos de violín, dejó de tocar el violín por circunstancias familiares. Después de eso, se une al club de orquesta en la escuela secundaria, donde conoce a Nao Saeki, quien ha logrado el puntaje más alto en la competencia, y compite por habilidades de violín.

## Personajes
Hajime Aono (青野 一 Aono Hajime?)
 Seiyū: Shōya Chiba
Las interpretaciones de violín de Hajime son interpretadas por Ryota Higashi.
Ritsuko Akine (秋音 律子 Akine Ritsuko?)
 Seiyū: Ai Kakuma
Las interpretaciones de violín de Ritsuko son interpretadas por Yurie Yamada.
Nao Saeki (佐伯 直 Saeki Nao?)
 Seiyū: Shimba Tsuchiya
Las interpretaciones de violín de Nao son interpretadas por Takuto Owari.
Haru Kozakura (小桜 ハル Kozakura Haru?)
 Seiyū: Minako Satō
Las interpretaciones de violín de Haru son interpretadas por Kyoko Ogawa.
Ichirō Yamada (山田 一郎 Yamada Ichirō?)
 Seiyū: Makoto Furukawa
Las interpretaciones de violín de Ichirō son interpretadas por Harumi Sato.
Shizuka Tachibana (立花 静 Tachibana Shizuka?)
 Seiyū: Lynn
Las interpretaciones de violín de Shizuka son interpretadas por Karen Kido.
Yō Hatori (羽鳥 葉 Hatori Yō?)
 Seiyū: Shintarō Asanuma
Las interpretaciones de violín de Yō son interpretadas por Tomotaka Seki.
Sō Harada (原田 蒼 Harada Sō?)
 Seiyū: Junya Enoki
Las interpretaciones de violín de Sō son interpretadas por María Dueñas.
Ryūjin Aono (青野 龍仁 Aono Ryūjin?)
 Seiyū: Ryōtarō Okiayu
Las interpretaciones de violín de Ryūjin son interpretadas por Hilary Hahn.

## Contenido de la obra

### Manga
Ao no Orchestra es scrito e ilustrado por Makoto Akui. Comenzó a serializarse en la plataforma en línea MangaONE de Shōgakukan el 25 de abril de 2017; también comenzó a publicarse en Ura Sunday una semana después,el 2 de mayo. Shōgakukan ha recopilado sus capítulos en volúmenes tankōbon individuales. El primer volumen fue lanzado el 19 de julio de 2017, y hasta el momento se han publicado diez volúmenes.
| Volúmenes de manga publicados | Volúmenes de manga publicados | Volúmenes de manga publicados |
| Número                        | Fecha de publicación          | ISBN                          |
| ----------------------------- | ----------------------------- | ----------------------------- |
| 1                             | 19 de julio de 2017           | ISBN 9784091277442            |
| 2                             | 10 de noviembre de 2017       | ISBN 9784091280190            |
| 3                             | 11 de mayo de 2018            | ISBN 9784091282958            |
| 4                             | 12 de septiembre de 2018      | ISBN 9784091285171            |
| 5                             | 18 de enero de 2019           | ISBN 9784091287571            |
| 6                             | 8 de agosto de 2019           | ISBN 9784091293787            |
| 7                             | 12 de mayo de 2020            | ISBN 9784098501137            |
| 8                             | 11 de septiembre de 2020      | ISBN 9784098502394            |
| 9                             | 19 de abril de 2021           | ISBN 9784098505067            |
| 10                            | 19 de abril de 2022           | ISBN 9784098510788            |

### Anime
En abril de 2022, se anunció que la serie recibirá una adaptación de serie de televisión de anime. La serie está producida por Nippon Animation y dirigida por Seiji Kishi, con guiones escritos por Yūko Kakihara, diseños de personajes a cargo de Kazuaki Morita y actuaciones de violinista para el personaje Hajime Aono de Ryota Higashi. Se estrenó el 9 de abril de 2023 en NHK Educational TV, con Plus Media Networks Asia a cargo del lanzamiento en el sudeste asiático para el estreno de transmisión simultánea en Aniplus Asia. El tema de apertura es "Cantabile" interpretado por Novelbright, mientras que el tema de cierre es "Yūsari no Canon" interpretado por Yuika.
Después del episodio final de la primera temporada, se anunció que se estaba produciendo una segunda temporada. Se prevé que una segunda temporada se estrene en el cuarto trimestre de 2025.

### Otros medios
El 4 de mayo de 2022, el canal de YouTube de Deutsche Grammophon subió un video promocional con el tema musical de Star Wars «The Imperial March», compuesto por John Williams, que incluye ilustraciones del manga, para celebrar el Día de Star Wars y el 90 cumpleaños de Williams.